# Пошага де Сус (Алба)
Пошага де Сус (рум. Poşaga de Sus) насеље је у Румунији у округу Алба. Oпштина се налази на надморској висини од 775 m.

## Становништво
Према подацима из 2002. године у насељу је живело 245 становника, од којих су сви румунске националности.